# Johann Rundensteiner
Johann Rundensteiner (1851, severní Čechy – 19. srpna 1926, České Budějovice) byl fotograf aktivně působící v Českých Budějovicích v poslední čtvrtině 19. století. Mezi jeho nejvýznamnější díla patří fotodokumentace návštěvy Budějovic císařem Františkem Josefem I. v roce 1885 nebo také zaznamenání demolice části městských hradeb v roce 1902. Zemřel v roce 1926 ve věku 75 let.

## Život

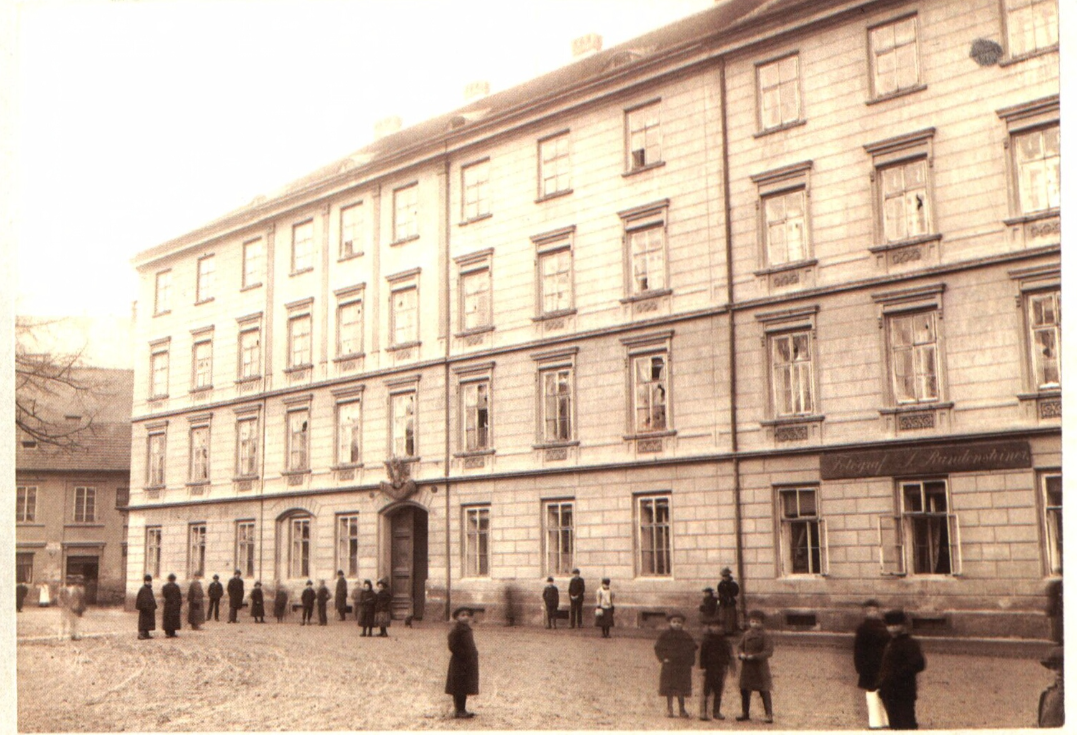
dům Na Sadech 23 v roce 1898, kdy zde Rundensteiner provozoval svůj fotoateliér

Pětadvacetiletý Johann Rundensteiner přišel do Českých Budějovic v roce 1876 z oblasti severních Čech. V květnu toho roku si v domě č. 13 v ulici Na Sadech otevřel svůj fotografický ateliér a začal nabízet zhotovování vizitek s miniaturními portréty. Tři roky po svém příchodu fotografoval slavnostní odhalení pomníku místního rodáka Vojtěcha Lanny staršího. V roce 1881 přesídlil do domu č. 23 v ulici Na Sadech, kde několik let předtím působil první českobudějovický stálý fotograf Jan Gustav Richter. Richterova proskleného ateliéru ve dvoře ale nevyužil, místo toho si zařídil místnost v přízemí domu, kde bylo zavedeno elektrické osvětlení. Zde fotografoval jednotlivce, skupiny, manželské páry i samotné děti. Poměrně často fotografoval také ženy v maskách pro maškarní plesy. Většina jeho fotografií byla kabinetního formátu. V roce 1883 se Rundensteinovým narodilo jejich jediné dítě, které však na podzim toho roku předčasně zemřelo.
V roce 1885 byl pověřen oficiální fotodokumentací návštěvy rakouského císaře Františka Josefa I. v Českých Budějovicích. Za svou dobře odvedenou práci dostal dokonce písemné poděkování od samotného císaře. V roce 1901 oznámil svůj odchod do důchodu ze zdravotních důvodů a jeho fotografický podnik zanikl. Dále sám příležitostně fotografoval, zachytil například demolici části českobudějovických hradeb podél slepého ramene Malše kvůli uvolnění místa pro stavbu německého gymnázia. Na důchod si v roce 1902 manželé Rundensteinerovi koupili ve Nové ulici nový dům č. 213, kde Johann Rundensteiner bydlel až do své smrti v roce 1926.

## Adjustace fotografií
Přední strany Rundensteinerových fotografií bývají signovány suchým razítkem, zadní strany mívají tištěný text, který je v většinou německý, někdy dvojjazyčný. Barevně bývají zadní strany jeho fotografií černé se zlatým tiskem nebo béžové s červeným tiskem. Také na nich jsou mnohdy vyobrazeny medaile, které získal na českobudějovických výstavách.

## Galerie

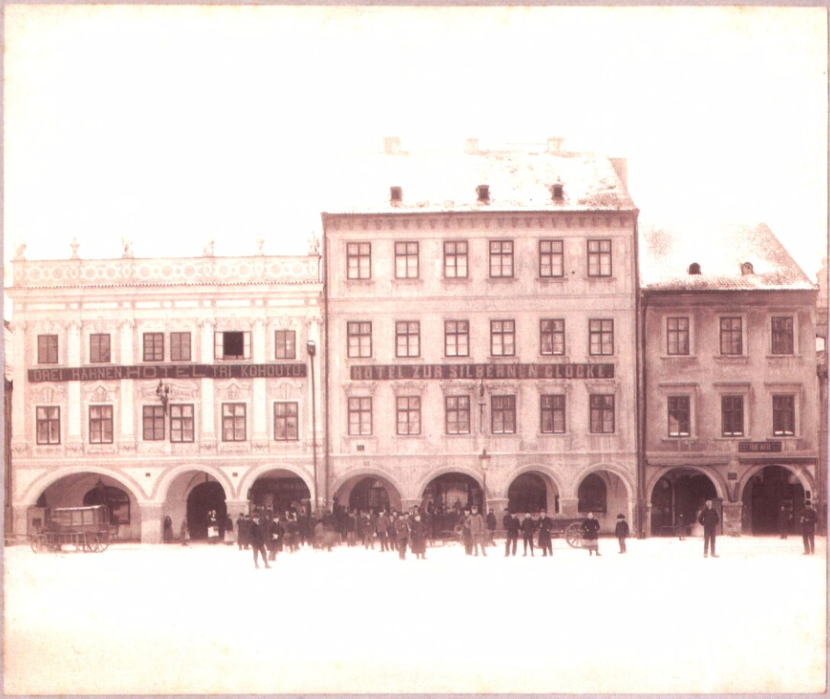
Hotel U Tří kohoutů a hotel U Stříbrného zvonu, východní strana českobudějovického náměstí
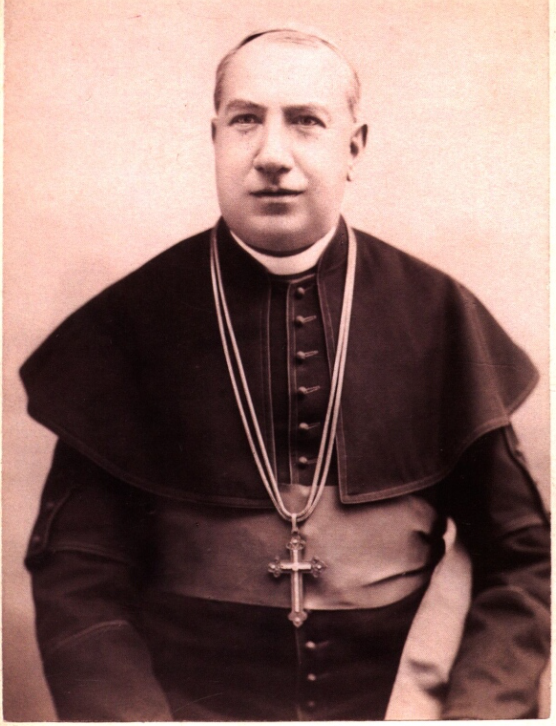
Martin Josef Říha, českobudějovický biskup
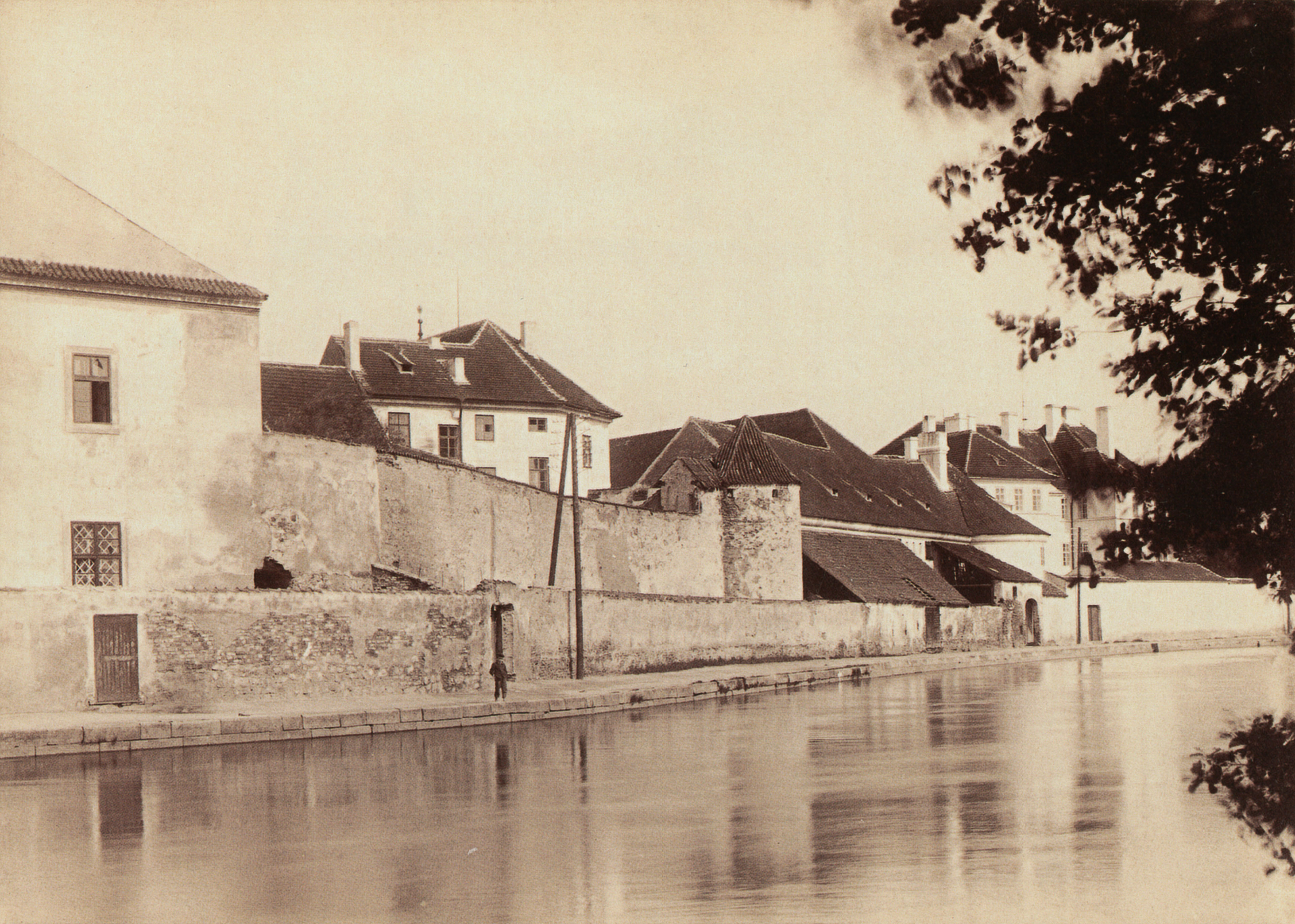
Zátkovo nábřeží, Klínovitá bašta, Kruhová bašta
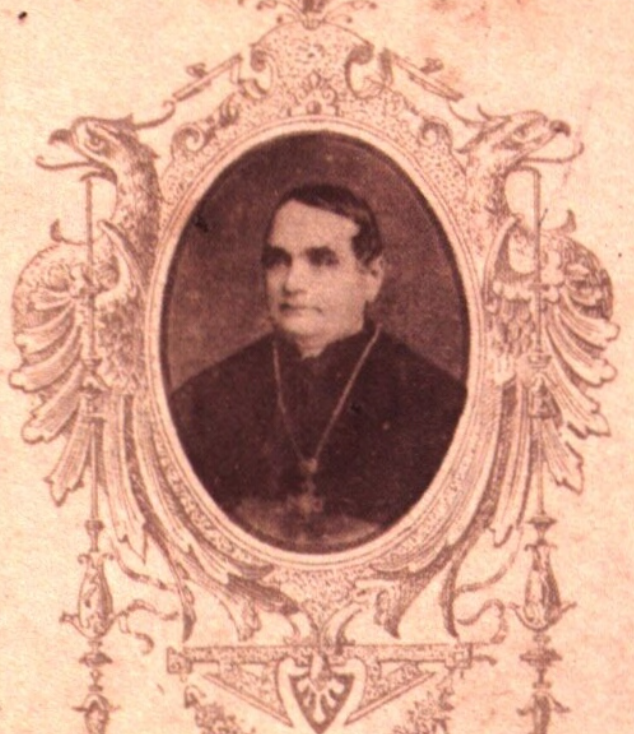
Českobudějovický kanovník a děkan Václav Marek